# Vektor (regény)
A Vektor Robin Cook huszonegyedik, 1999-ben megjelent regénye, melynek fő témája a bioterrorizmus.

## Főbb karakterek
- Jurij Davidov – orosz emigráns;
- Connie Davidov – Jurij felesége;
- Curt Rogers – tűzoltóhadnagy;
- Steve Henderson – tűzoltó;
- Jack Stapleton – igazságügyi orvosszakértő, a Vakság és több Robin Cook-regény szereplője;
- Laurie Montgomery – igazságügyi orvosszakértő, a Vakság és több Robin Cook-regény szereplője;
- Lou Soldano – a gyilkossági csoport hadnagya, a Vakság és több Robin Cook-regény szereplője;
- Warren Wilson – Jack barátja;
- Flash Thomas – Connie bátyja;
- Jason Papparis – szőnyegkereskedő.

## Cselekmény
|  | Alább a cselekmény részletei következnek! |

Jurij Davydov az „amerikai álom”-ban való csalódása, és sokévnyi amerikai taxisofőrként való robot után hazatérését tervezi Oroszországba. Ám visszatérése előtt bosszút kíván állni az Államokon, de leginkább az Államokat működtető gépezeten.
Jurij fiatalkorában a Szovjetunióban, Novoszibirszkben található Vektor nevű állami vállalathoz került, mely elsősorban katonai felhasználásra készített himlővírust, ő pedig egy lépfenespóra és botolinustoxin előállításán dolgozó csoportba került, ahonnan később egy súlyos baleset miatt (melynek valójában nem ő volt az okozója, de neki kellett „elvinnie a balhét”) katonai börtönbe kényszerült távozni, majd 1994-ben az Államokba emigrált. Itt ismerkedett meg Curt Rogersszel és Steve Hendersonnal, akik az Árja Nép Hadsereg, egy skinheadekből álló, antiszemita csoport vezetői. Együtt tervelték ki a Federal Building nevű kormányépület megtámadását. Jurij pincéjében kezdi el tenyészteni a lépfenespórát, és a botolinustoxint, a skinhead-csapat által lopott kellékekkel. Tervét egy Jason Papparis nevű szőnyegkereskedőn teszteli, akit lépfenespórákkal fertőz meg, és aki nem sokkal később meg is hal. Eddig minden terv szerint halad.
A bonyodalom Jurij feleségével kezdődik, aki kezdi sejteni, hogy férje mit művel a gondosan bezárt pincében. Egyik nap feltöri a zárakat, és kérdőre vonja férjét, aki eldönti: elteszi kedvesét láb alól, és ezzel egyidőben kipróbálja a botolinustoxint is, húsmérgezésnek álcázva így az esetet. Connie fagyijába csempészi a port, kihúzza a lány telefonját, hogy ne tudjon segítséget hívni. Később kihívja a mentőket, ám azok nem sokat tudnak segíteni a lányon – boncolás nincs.
Itt kerül a történetbe Robin Cook előző regényeiből már ismert Soldano-Montgomery-Shapelton visszatérő hármas. Shapelton boncolja Connie-t, aki egyik barátjának, Flash Thomasnak a bátyja. Kisebb-nagyobb problémák leküzdése után sikerül bejutni a temetkezési vállalkozáshoz, mintákat venni a lány holttestéből, és később sikerül bebizonyítani, hogy botolinustoxin okozta halálát, ráadásul igen nagy mennyiség. Nyomozásba kezd, még Jurijhoz is ellátogat, Laurie társaságában. Jurij nem ismeri fel őt (Jack korábban Jason ügyében járt a szőnyegboltnál, ahol találkozott az éppen tervének sikerességét ellenőrző már találkozott Jackkel annak irodájánál). Bezárja Laurie-t és Jacket a pincébe, és megmondja nekik, hogy jegyezzék meg a nevét, és mondják meg mindenkinek.
Eközben közeledik a „Rozsomák hadművelet” névre keresztelt támadás a kormányépület ellen. Jurij a botolinustoxin helyett is lépfenefórát kezdett tenyészteni (annak gyorsabb szaporodása, és nagyobb mennyiségben való előállíthatósága miatt), és az orosz külön támadást is szervez: egy permetezőgéppel kívánja szétszórni a termesztett spórákat a Central Parkban, ám ez nem igazán tetszik két barátjának, Curtnek és Steve-nek. Ők csak az Amerikát tönkretevő kormánygépezetre akarnak lesújtani. Megérkezik Steve és Curt a vírusokért, a permetezőgéppel, amit nemrégen loptak. Ahogyan korábban kérték, Jurij leírta nekik a spórák előállításának módját. Miután megkapták a csomagot, Steve és Curt azonban nem szándékozik folytatni a barátkozást az orosszal: Curt lelövi, majd távoznak.
Másnap érkezik meg Flash és Warren, Jack barátai, akik kiszabadítják Laurie-t és őt. Jack azonnal intézkedni kezd, és rettenetesen megijednek, mikor kiderül, hogy már késő: a támadás megtörtént. Ám a válsághelyzetet kezelő csoport vezetője azonban felvilágosítja őket: nem történt igazi támadás, lépfenespóra helyett fahéjjal színezett lisztet találtak – az orosz utolsó tetteként tulajdonképpen megmentette Amerikát.
Az utószóból megtudjuk, hogy a vastag boríték, melyet Steve és Curt kapott, egy apró kis szerkezetet rejt, mely barnás porral fújja tele a menekülő férfiak kocsiját.
A szerző utószavával zárja a művét, melyben felhívja a figyelmet, hogy a biológiai fegyverek akár otthon is előállíthatóak, és már kis mennyiségben is rendkívül veszélyesek, és egyszerű körülmények között óriási mennyiséget lehet előállítani. A bioterrorizmus napjaink egyik legfenyegetőbb problémája.
|  | Itt a vége a cselekmény részletezésének! |

## Magyarul
- Vektor; ford. Fazekas László; I. P. C. Könyvek, Bp., 1999 (I. P. C. könyvek)

## Idézetek
- Mi az ördög lehet?! – kérdezte fennhangon. Biztos volt abban, hogy nem valamilyen szokványos hirdetés. Kivette a lapot – közben arra gondolt, milyen ragyogó reklámügynök lehet az, aki ilyen drága hirdetést rá tud tukmálni egy takarítóvállalatra –, és látta, hogy a két összeérő széle le van ragasztva, a közepére pedig figyelmeztetést nyomtattak: MEGLEPETÉS!
Lefejtette a ragasztószalagot, és az összehajtott lap szétnyílt, a benne lévő kis tasak pedig port és apró fényes csillagocskákat lövellt ki. Jasont megijesztette a váratlan fejlemény, pillanatra mozdulatlanná merevedett, majd többször is mély lélegzetet vett, beszívta a port. Utána elmosolyodott, mert meglátta a lap belső felére nyomtatott felhívást: „Hívjon minket, hogy eltüntessük a szemetet!”.